# Reisescheck

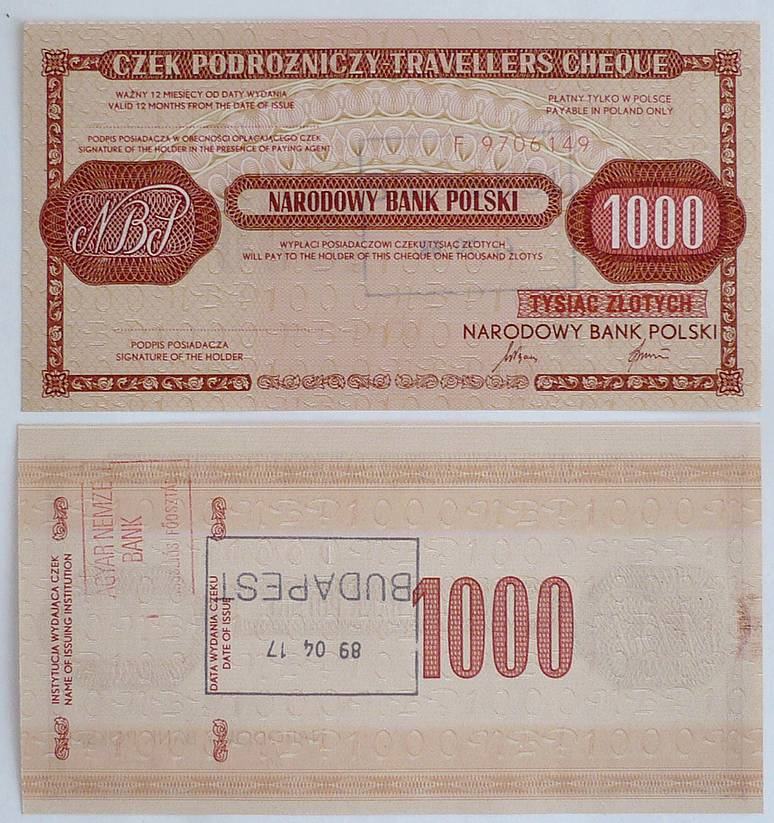
Reisescheck der Nationalbank Polen über 1000 Złoty, mit Ausgabestempelung von 1989

Der Reisescheck (auch Travellerscheck genannt, nach englisch traveller’s cheque) ist ein Zahlungsmittel, das bei Auslandsreisen der Bezahlung oder Bargeldbeschaffung dient.

## Geschichte
Ein erster Vorläufer waren die Kreditbriefe des Templerordens aus dem 12. Jahrhundert. Pilger bekamen für ihr in Europa eingezahltes Geld eine Quittung, die sie im Heiligen Land – oder unterwegs in den Komtureien der Templer – einlösen konnten. Zwar existierte damals noch keine Legitimation durch Ausweispapiere, doch waren die Papiere – verglichen mit den damals als Reisezahlungsmittel üblichen Goldmünzen – leichter im Gepäck zu verstecken und für gewöhnliche Straßenräuber – damals die größte Bedrohung – praktisch wertlos.
Als erstes „Massenprodukt“ dürften die 1874 ausgegebenen Umlaufnoten (englisch Circular Notes) des Reiseunternehmers Thomas Cook gelten. Der erste Reisescheck in heutiger Form mit Gegenzeichnung wurde von American Express entwickelt. Nach einer Europareise hatte sich ein Angestellter der Firma beklagt, dass er außerhalb der europäischen Hauptstädte kein Bargeld eintauschen konnte. Daraufhin wurden von American Express Traveller’s Cheques entwickelt und das konzipierte Verfahren am 7. Juli 1891 patentiert, das die heutige Gegenzeichnung vorsah. William C. Fargo, der Neffe des American-Express-Mitinhabers William G. Fargo, löste den ersten Reisescheck dieser Form in Höhe von 50 Dollar am 5. August 1891 im Hotel Hauffe in Leipzig ein. Ab 1957 wurde er in Westdeutschland standardisiert angeboten. In der DDR wurden ab 1957 eigene Reiseschecks von der Deutschen Notenbank ausgegeben.
Ende des Reiseschecks
In Deutschland stellte Thomas Cook sein Reisescheckgeschäft im Dezember 2008 ein, American Express gab die Reiseschecks bis Dezember 2015 aus. In Deutschland können damit keine Reiseschecks mehr erworben werden.
Nachfolge-Instrumente
Mit der Einführung des Euroschecks 1969 stand in Europa und einigen Nachbarstaaten ein Zahlungsmittel in direkter Konkurrenz zum Reisescheck – jedoch mit einigen Vorteilen – zur Verfügung:
- keine oder vergleichsweise niedrige Gebühren für Kunden,
- teilautomatisierte Erstellung der Scheckformulare vor Ort in Bankfilialen (keine Vorbestellung),
- das Konto wurde erst beim Einlösen belastet; die Schecks mussten nicht "gekauft" werden,
- beim Ausfüllen variabel in sämtlichen Währungen der Teilnehmerstaaten,
- beim Ausfüllen variabel in beliebiger Höhe (bei entsprechender Akzeptanz auch über der Scheckgarantie),
- beim Ausfüllen variabel als Barscheck oder zur Verrechnung auf ein beliebiges Bankkonto des Empfängers.

Nachfolgend erhielten ab 1980 die Eurocheque-Karten – zunächst nur ein Legitimationsdokument zur Zahlungsgarantie – nach und nach eine direkte bargeldlose Zahlungsfunktion. Gleichzeitig erfuhren Zahlungskarten eine zunehmende Verbreitung und erlaubten – mit der weltweiten EDV-Vernetzung der Banken – ab den 1990er-Jahren auch internationale Bargeldauszahlungen; gleichzeitig ging der Umsatz mit Reiseschecks zurück.

## Nutzung
Das ausgebende Kreditinstitut beschaffte sich die vom Bankkunden bestellten Reiseschecks beim Emittenten und belastete den Bankkunden sofort mit dem Gegenwert nebst Gebühren auf dessen Girokonto. Reiseschecks konnten im Wege des Tafelgeschäfts jedoch auch bar bezahlt werden. Bei der Ausgabe überwachte das Institut, dass der Bankkunde jeden Reisescheck einzeln unterzeichnete. Die Sicherheit bestand darin, dass der Bankkunde bei Bezahlung oder Geldbeschaffung während seiner Auslandsreise Reiseschecks ein zweites Mal unterzeichnen musste. Der Annehmende im Ausland konnte zusätzlich durch Legitimationsprüfung der Unterschriften feststellen, ob beide Unterschriften übereinstimmen. Dabei war der Reisepass oder Personalausweis vorzulegen. Stimmten die Unterschriften überein, konnte der Annehmende den Gegenwert des Reiseschecks auszahlen oder die Gegenleistung anderweitig erbringen (Warenverkauf). Der ausstellende Emittent konnte der Einlösestelle unter diesen Voraussetzungen im Valutaverhältnis keine Einwendungen mehr entgegensetzen. Der Reisescheck besaß kein Gültigkeits- oder Verfalldatum und konnte deshalb zeitlich unbegrenzt eingesetzt werden. Der Bankkunde konnte jedoch ungenutzte Reiseschecks auch seiner Bank zur Gutschrift auf sein Bankkonto zurückgeben.
Er diente der Bargeldbeschaffung und vorwiegend nicht als Zahlungsmittel, obwohl er hierfür eingesetzt werden durfte. Der Reisescheck galt nicht als Bargeld, sondern Bargeldersatz, weil erst sein Eintausch bei Gegenzeichnung mit Unterschrift zur Aushändigung von Bargeld führte. Reiseschecks waren in international gängigen Währungen wie Euro, US-Dollar, kanadischer Dollar, japanischer Yen, australischer Dollar oder Pfund Sterling erhältlich. Eingelöste Reiseschecks in ausländischer Währung galten im Sinne der Monatsausweisverordnung (MonAwV) der Deutschen Bundesbank als Sorten (§ 5 MonAwV).
Durch die Einführung des Euro und aufgrund der Verbreitung von Kreditkarten ging die Nutzung von Reiseschecks stark zurück. Nicht in allen Ländern waren  Reiseschecks nützlich und akzeptiert: So wurden sie in Ländern wie Indien selbst von Großbanken nicht immer zur Einlösung angenommen.
Im Jahre 2006 betrug der weltweite Umsatz mit Reiseschecks bei American Express rund 12,7 Milliarden Euro. Für 2017 wies American Express einen negativen Cashflow in Höhe von 257 Millionen Dollar für Reiseschecks und andere Prepaid-Produkte aus. Insgesamt bestehen per Ende 2017 noch Verbindlichkeiten aus nicht eingelösten Reiseschecks und anderen Prepaid-Produkten in Höhe von 2,6 Milliarden Dollar, davon 78 Millionen Dollar außerhalb der USA.

## Deutschland

### Rechtsnatur
Die Rechtsnatur des Reiseschecks war umstritten. Das Reichsgericht rechnete ihn bereits in seinem Urteil vom 10. Mai 1912 nicht zu den Schecks im Sinne des Scheckgesetzes (SchG). Die Art. 12 SchG (Ausstellerhaftung: der Gegenwert wurde vom Kunden bereits bezahlt), Art. 29 SchG (Vorlegungsfrist) und Art. 32 SchG (Widerruf) passen nicht zur inhaltlichen Ausgestaltung eines Reiseschecks. Dorothee Einsele, die sich ausführlich mit der Rechtsnatur auseinandergesetzt hat, kommt zum Ergebnis, dass die sich aus der wertpapierrechtlichen Einordnung des Reiseschecks ergebenden Rechtsfolgen auf den Reisescheck gut passen. Eine andere Auffassung über die wertpapierrechtliche Einordnung vertritt ein Großkommentar zum HGB, der keine Bedenken sieht, ihn als Scheck zu qualifizieren.
Beteiligte sind beim Reisescheck der Emittent als Aussteller des Reiseschecks, die ausgebende Bank, der Bankkunde und die annehmende Einlösestelle im Ausland. Nach heute herrschender Meinung ist der Reisescheck wohl ein kaufmännischer Verpflichtungsschein an Order (§ 363 Abs. 1 Satz 2 HGB) und damit ein gekorenes Orderpapier. Das hat zur Folge, dass ein mit positiver Orderklausel versehener Reisescheck nach Gegenzeichnung durch den Bankkunden durch Indossament auf der Rückseite rechtswirksam übertragen werden kann.

### Rechtsfragen
Die Ausgabe von Reiseschecks ist ein Bankgeschäft im Sinne des § 1 Abs. 1 Nr. 9 KWG und deshalb als erlaubnispflichtige Finanzdienstleistung nur Kreditinstituten gestattet. Der Reisescheck wird nicht von einer Zentralbank ausgestellt und ist daher kein gesetzliches Zahlungsmittel, sondern lediglich ein Geldsurrogat. Aus diesem Grunde besteht bei Handel und Kreditinstituten kein Annahmezwang; die Akzeptanz beruht auf Freiwilligkeit. Eingelöst wird er mindestens bei allen Vertragsunternehmen des jeweiligen Emittenten, die ein Logo des Emittenten sichtbar angebracht haben.
Aus seiner wertpapierrechtlichen Ausgestaltung als gekorenes Orderpapier ergeben sich Folgen für Verlust des Reiseschecks durch Diebstahl oder Abhandenkommen. Nach § 935 Abs. 1 BGB gilt der Besitzer von beweglichen Sachen auch unwiderlegbar als ihr Eigentümer, es sei denn, diese Sachen sind dem früheren Eigentümer gestohlen worden, verloren gegangen oder sonst wie abhandengekommen. Diese unwiderlegbare Rechtsvermutung gilt nicht für Geld oder Inhaberpapiere (§ 935 Abs. 2 BGB). Da der Reisescheck weder ein gesetzliches Zahlungsmittel noch ein Inhaberpapier darstellt, gilt bei Verlust die Bestimmung des § 935 Abs. 1 BGB, so dass der Dieb oder Finder eines Reiseschecks mithin kein Eigentum erwirbt. Wird ein vom Bankkunden noch nicht gegengezeichneter Reisescheck gestohlen, begeht der Dieb bei Unterschriftenfälschung auch eine Urkundenfälschung in Tateinheit mit Diebstahl (§§ 242, § 267StGB), wenn er den Reisescheck rechtswidrig einlösen will. Der Diebstahl oder Verlust von Reiseschecks ist durch den Bankkunden unverzüglich dem Aussteller anzuzeigen, nur dann und bei vorheriger Erfüllung besonderer Sorgfaltspflichten durch den Bankkunden ist der Aussteller zu Schadensersatz verpflichtet.

### DDR
Ab 1957 wurden in der DDR erstmals Reiseschecks als Ausgabe der Deutschen Notenbank ausgegeben. Ab 1967 übernahm dann die Deutsche Außenhandelsbank (DABA) diese Aufgabe bis 1977. Von 1978 bis 1990 wurden die Reiseschecks der DDR von der Staatsbank der DDR ausgegeben. Die Schecks wurden bei Reisen der DDR-Bürger in die RGW-Staaten zur dortigen Einlösung und für den Erhalt der dort gültigen Währung genutzt. Die letzte Serie von Reiseschecks (1978 bis 1990) gab es mit Scheinen zu 50 Mark, 200 Mark sowie 500 Mark. Die Scheine trugen dabei die Unterschrift des Präsidenten der Staatsbank der DDR und die vom Präsidenten der Deutschen Außenhandelsbank, zudem hatten sie ein Wasserzeichen als Sicherheitsmerkmal. Verkauft wurden die Schecks gebührenfrei in den Filialen der Staatsbank der DDR. Der Gegenwert war beim Erwerb sofort fällig in bar oder es wurde das Konto des Kunden belastet. Die eigene Unterschrift war ebenfalls beim Erhalt vom Scheck und als Kontrollunterschrift bei Einlösung fällig. Die Schecks hatten nach Ausstellung eine Gültigkeit von 12 Monaten. Die Einlösung im Ausland erfolgte gebührenfrei. Im Zuge der Währungsunion vom 1. Juli 1990 und der Deutschen Wiedervereinigung am 3. Oktober 1990 gab es teilweise Probleme bei der Einlösung dieser Reiseschecks im Ausland. Heute sind derartige Schecks ein begehrtes Sammelgebiet der Notaphilie geworden.

## Österreich
Zur Rechtsnatur hatte auch der Oberste Gerichtshof (OGH) in Österreich Stellung genommen. Die Zusage der Emissionsstelle, dem Käufer gegen Übergabe eines ausgestellten Reiseschecks einen bestimmten Geldbetrag auszuzahlen, stelle ein Leistungsversprechen dar, auf das – soweit die Einlösung nicht durch die Emissionsstelle erfolge – die Bestimmungen des § 880a ABGB anzuwenden seien. Soweit die Emissionsstelle selbst die Einlösung vornehme, realisiere sie ihr Leistungsversprechen selbst. Der bei der Geltendmachung vorgelegte Reisescheck müsse notwendig durch Gegenzeichnung ergänzt sein, er stelle ein Wertpapier dar, sei aber kein Scheck im Sinne des Scheckgesetzes, sondern am besten wohl als qualifiziertes Legitimationspapier zu bezeichnen, bei dem der Einlösestelle die Verpflichtung obliege, die Legitimation desjenigen zu prüfen, der die Honorierung dieses Wertpapiers verlange.

## Schweiz
In der Schweiz gab es bis November 2009 Swiss Bankers Traveller Cheques – die von American Express lizenzierte Form des Schweizer Reisechecks, in Schweizer Franken denominiert. Kreditkarten und die Travel-Cash-Karte der Swiss Bankers haben ihn verdrängt. Heute können in der Schweiz keine Reiseschecks mehr erworben werden, das Einlösen ist, wo noch möglich, teilweise mit hohen Gebühren verbunden.